# Gojira
Gojira — французская метал-группа, основанная в 1996 году в Байонне. Вплоть до 2001 года была известна под названием Godzilla. В состав группы входят: вокалист и гитарист Джо Дюплантье, его брат-ударник Марио Дюплантье, гитарист Кристиан Андрю и бас-гитарист Жан-Мишель Лабади. По состоянию на июнь 2021 года группа выпустила 7 студийных альбомов, два ЕР, три концертных альбома, 11 синглов и три видеоальбома.
Группа известна своими текстами, освещающими проблемы окружающей среды, а также сама участвует в экоактивизме. В 2010 году глобальная некоммерческая организация Sea Shepherd, занимающаяся защитой морской фауны, назвала скоростное судно-перехватчик, которое поможет организации в борьбе с незаконным китобойным промыслом, «Gojira».

## История

### Ранние годы иTerra Incognita(1996−2002)
Gojira была основана в 1996 году в Байонне (Франция) братьями Джо Дюплантье (гитара, вокал) и Марио Дюплантье (ударные), гитаристом Кристиан Андрю и басистом Жаном-Мишелем Лабади. Группа начала выступать и писать свои треки первоначально под именем Godzilla, а также выпустила первое демо Possessed в 1997 году.
После тура, в котором участвовали такие группы, как Cannibal Corpse, Edge of Sanity, Impaled Nazarene и Immortal в сентябре 1999, проблемы с лицензированием вынудили группу сменить имя. Выбор пал на название Gojira, произношение их прежнего названия на Ромадзи.
Их дебютный альбом Terra Incognita, выпущенный под новым именем, вышел в 2001 году.

### The LinkиFrom Mars to Sirius(2003−2007)
Второй студийный альбом The Link вышел в 2003 году. Позже, в 2007 году, была выпущена remastered версия с новым буклетом.
После успеха первых двух альбомов и удачных туров был выпущен DVD, освещающий концерт в Бордо, спродюсированный Gabriel Editions. С 19 мая 2004 года The Link Alive был запущен в продажу во Франции. В 2005 году Gojira подписала контракт с лейблом Listenable Records, чтобы обеспечить возможность продавать альбом From Mars to Sirius за пределами страны.
В конце 2006 года Gojira выступили вместе с Children of Bodom в их туре по США. Открывали тур группы Amon Amarth и Sanctity.
В последующем группа присоединилась к Trivium на концертах в Соединённом Королевстве в их туре по Европе в 2007 году. В туре также участвовали Sanctity и Annihilator.
Позже группа выступала с Lamb of God в 2007 году в компании Trivium и Machine Head.
В конце 2007 года Gojira приняли участие в Radio Rebellion Tour, в компании трёх других хедлайнеров Behemoth, Job for a Cowboy и Beneath the Massacre.

### Cavalera Conspiracy иThe Way of All Flesh(2008−2012)
Джо Дюплантье был приглашён основателями влиятельной бразильской группы Sepultura — братьями Максом и Игорем Кавалера — в группу Cavalera Conspiracy в качестве басиста. Альбом этой группы Inflikted был выпущен в марте 2008 года, за этим последовал тур в поддержку альбома, который прошёл в середине 2008 года.
Четвёртый альбом Gojira The Way of All Flesh был выпущен 13 октября 2008 года в Европе лейблом Listenable Records и 14 октября в Северной Америке лейблом Prosthetic Records.
25 июля 2008 группа анонсировала трек лист альбома и продемонстрировала обложку диска.
Джо Дюплантье в интервью журналу Revolver сказал:

«Я бы сказал, что это — следующий альбом в логическом плане. Он более интенсивный, более брутальный и более мелодичный в то же самое время — он во всех отношениях „более“! Я очень доволен новыми песнями, и качество записи очень хорошее. Я считаю, что поездка в Штаты и работа с Логаном над барабанными партиями пошла нам очень на пользу, потому что он и в самом деле что-то привнёс в звучание. Оно более напряжённое, более мощное. Я очень позитивно настроен по поводу нового материала и даже лирика стала более близка к сути, больше чем просто поддержка темпа песни. У нас, как и прежде, много двойной бочки, очень быстрой, и в то же время мелодичной».
Оригинальный текст (англ.)
I would say that it's the logical next album. It's more intense, more brutal, and more melodic at the same time — it's more everything! I'm very happy with the new songs and the recording is very good. I think it was a good thing for us to come to the States to work with Logan on the drum tracking because it really brought something — it's more tight, it's more powerful. I'm very positive about the new production, and even the writing is more straight to the point, more one tempo. We still have a lot of double bass, very fast, and at the same time there are melodies.
— Джо Дюплантье в интервью журналу Revolver
Джо Дюплантье также сказал про альбом:

«Этот альбом — намного болеe мрачный. Я имею в виду, НАМНОГО более мрачный. Музыка мрачнее и более жесткая».
Оригинальный текст (англ.)This record is a lot darker — like, a lot darker, I would say. The music is darker and more violent.
— Джо Дюплантье
Рэнди Блай из американской группы Lamb of God участвовал в записи в качестве вокалиста в песне «Adoration for None».
Ушло четыре месяца на то, чтобы написать и записать альбом, и ещё три для того, чтобы его свести.
17 марта 2009 года был анонсирован первый североамериканский тур, в котором Gojira выступит в качестве хедлайнера. Тур начался 1 мая в Спрингфилде (штат Вирджиния) и окончился 28 мая в Далласе (Техас).
В 2010 году группа выступала на разогреве у Metallica в их Death Magnetic World Tour.
В марте 2011 года группа сообщила о работе над новым альбомом.

Мы сочиняем новый альбом! Мы уже написали его почти наполовину, и нам очень нравится этот материал. Для нас это большой шаг. Эти песни оригинальны и хорошо отражают то, чем мы являемся сегодня.
— Gojira
26 июня 2012 года на лейбле Roadrunner Records вышел пятый студийный альбом Gojira — L'Enfant Sauvage. В поддержку нового альбома Gojira отправилась в тур по Северной Америке с такими группами, как Dethklok и Lamb of God.

### Magma(2015—2020)
Марио Дюплантье так сказал про работу над новым альбомом в интервью 2015 года:

 Мы провели 2 месяца, сочиняя новый материал, новые песни. И мы очень оптимистичны насчёт будущего. Нам уже много что нравится. Мы хотим сделать действительно сильный альбом. Я понимаю, что все группы так говорят, но в этот раз, я думаю, что мы реально это сделаем. 
В апреле 2015 года, группа закончила строительство своей студии Silver Cord Studio в Нью-Йорке. Спустя 10 дней после начала записи, мать братьев Дюплантье заболела, поэтому работу над альбомом пришлось приостановить. Позже она скончалась, что сильно повлияло на настроение всего альбома.
17 июня 2016 года вышел шестой студийный альбом — Magma. Критики в целом положительно приняли альбом с оценкой 79 на Metacritic.
Gojira была номинирована на 2 премии Грэмми в 2016 году. Magma был номинирован на лучший рок альбом, а композиция «Silvera» на лучшее метал исполнение.

### Fortitude(2020 — настоящее время)
В 2020 году группа выпустила сингл «Another World». 17 февраля 2021 года группа анонсировала новый альбом под названием Fortitude, который вышел 30 апреля того же года; одновременно с этим вышел сингл «Born For One Thing» и видеоклип к нему. Fortitude вскоре после релиза вошел в общий чарт ITunes США под номером 1. Альбом также дебютировал на 12 месте в американских чартах Billboard 200. Альбом возглавил чарты Billboard Top Rock Albums и Billboard Tastemaker Albums; это также второй альбом Gojira, возглавивший чарт Billboard Top Hard Rock Albums. Альбом достиг 2 места в чарте Billboard Vinyl Albums chart и 15 места в канадском чарте Billboard. Также альбом возглавил чарт UK Rock & Metal Albums и несколько раз попала в первую пятерку и десятку лучших в ряде чартов других стран. Альбом занял 3 место в чартах Австралии ARIA Charts. Fortitude занял первое место как в Billboard Top Album Sales, так и в Top Current Albums Sales с 27 372 экземплярами альбомного эквивалента, из которых 24 104 составили чистые продажи альбомов, что сделало альбом самым продаваемым альбомом на первой неделе (чистые копии) в США. Альбом превысил продажи и результаты в чартах Magma, предыдущего альбома группы. В середине мая 2021 года Gojira заняла 12 место в Billboard Artist 100. В октябре 2022-го группа выпустила сингл «Our Time Is Now».
26 июля 2024 года группа приняла участие в церемонии открытия Олимпийских игр 2024 в Париже, музыканты исполнили композицию «Ah ! Ça Ira !» с оперной певицей Мариной Виотти на фоне замка «Консьержери».

## Музыкальный стиль и темы песен
Стиль Gojira сочетает в себе разные жанры: дэт-метал, прогрессивный метал и грув-метал. Группу часто сравнивают с такими группами, как Meshuggah, Mastodon, Sepultura, Neurosis и Morbid Angel.
На Gojira оказали влияние такие метал-группы, как Death, Morbid Angel, Meshuggah, Pantera, Metallica, Tool и Neurosis.
Gojira играет техничный и ритмичный вариант метала с точными ударными, нестандартной ритм-секцией, start-and-stop риффами и брейкдаунами. Также группа использует обработанные звуковые эффекты природы в своих песнях. Песни имеют прогрессивную и необычную структуру. В качестве вокала используется как чистый голос, так и различные экстремальные вокальные техники.
Участники группы выросли в Байонне, городе на юго-западном побережье Франции, живописный пейзаж которого вдохновил группу заинтересоваться природой и Землёй. Gojira использует музыку для распространения своих духовных верований и привлечения внимания к проблемам окружающей среды.

## Участники группы
- Джо Дюплантье — вокал, ритм и соло-гитара (1996-настоящее время)
- Марио Дюплантье — барабаны (1996—настоящее время)
- Кристиан Андрю — ритм и соло-гитара (1996—настоящее время)
- Жан-Мишель Лабади — бас-гитара (1998—настоящее время)

Hellfest 2013
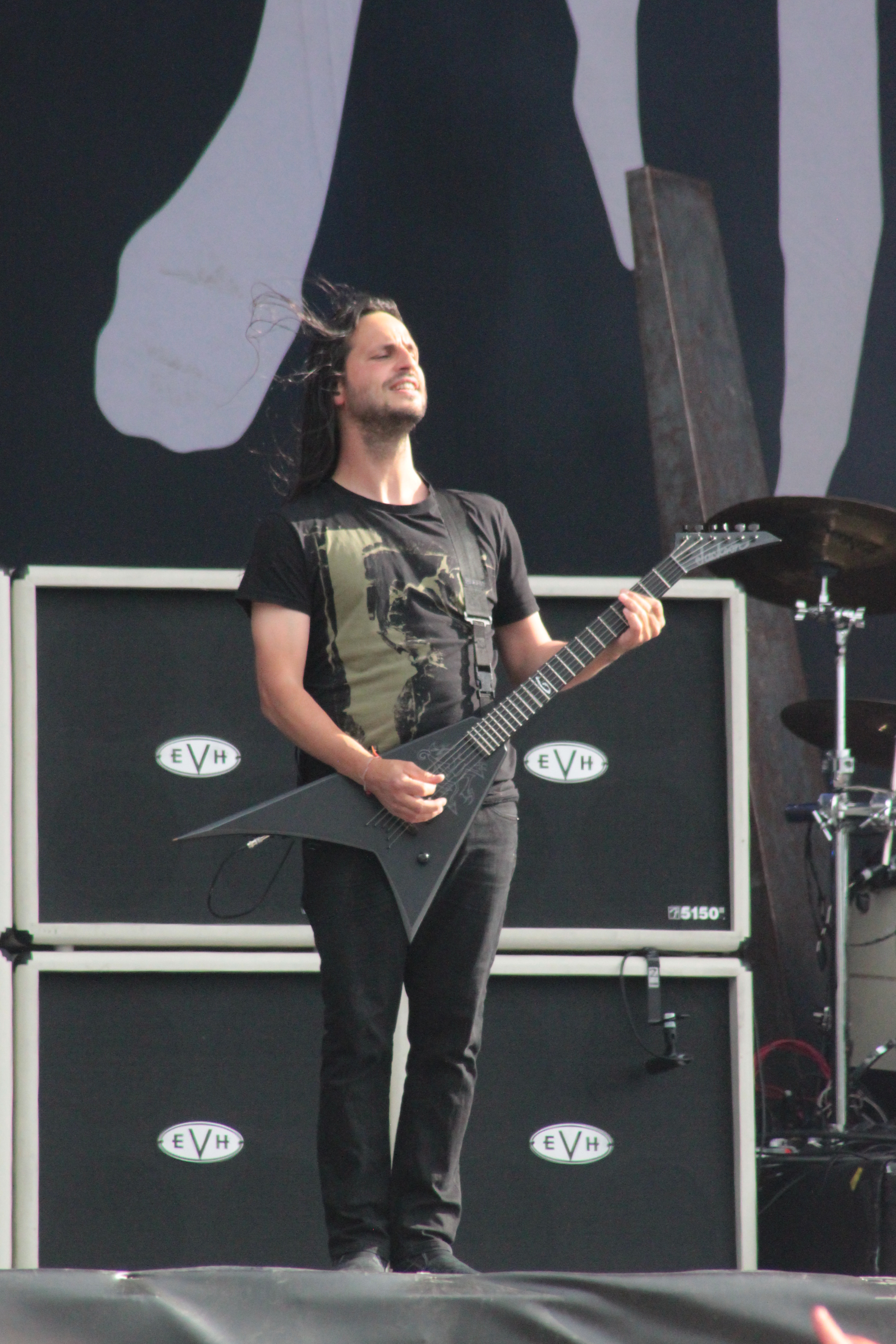
Кристиан Андрю
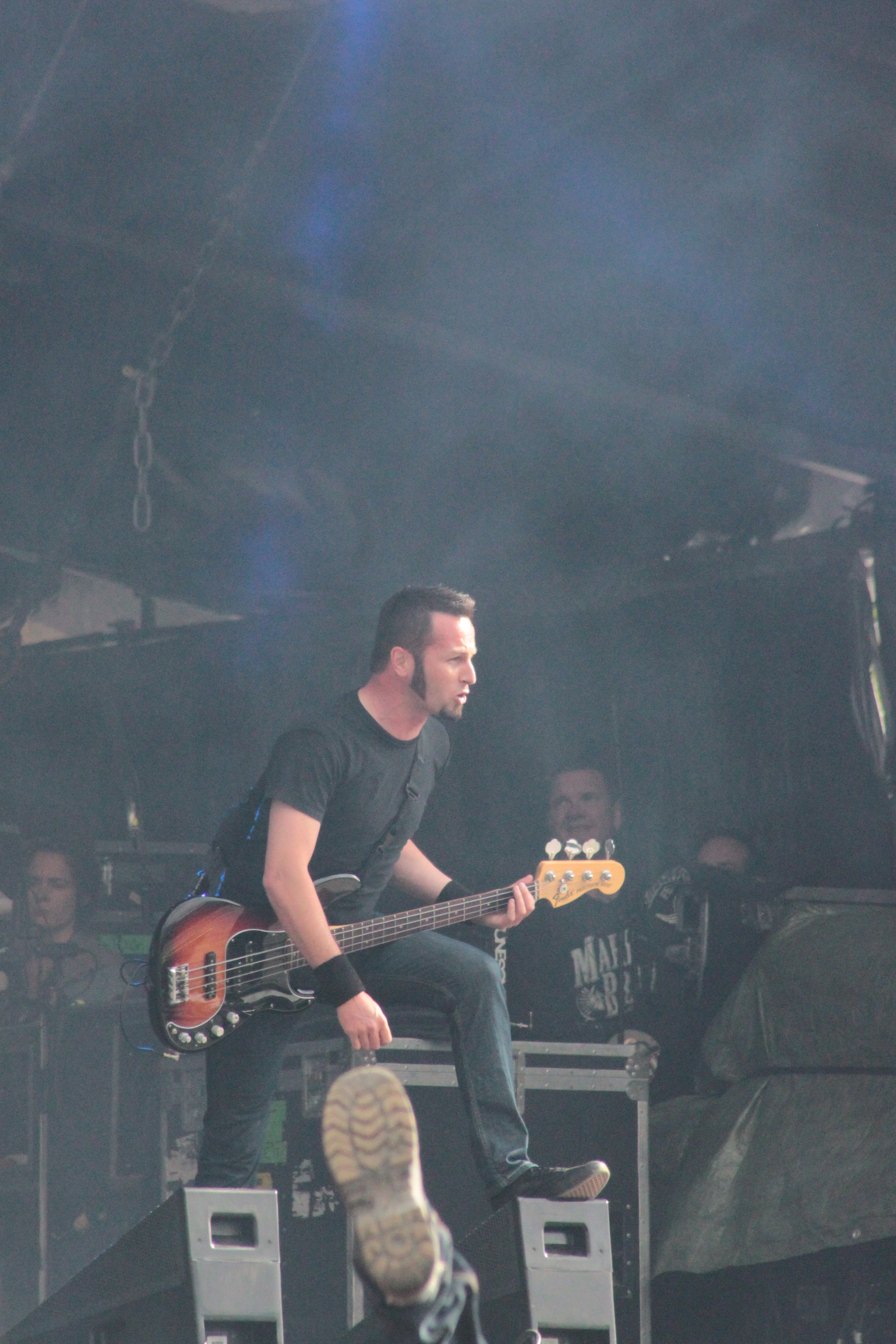
Жан-Мишель Лабади
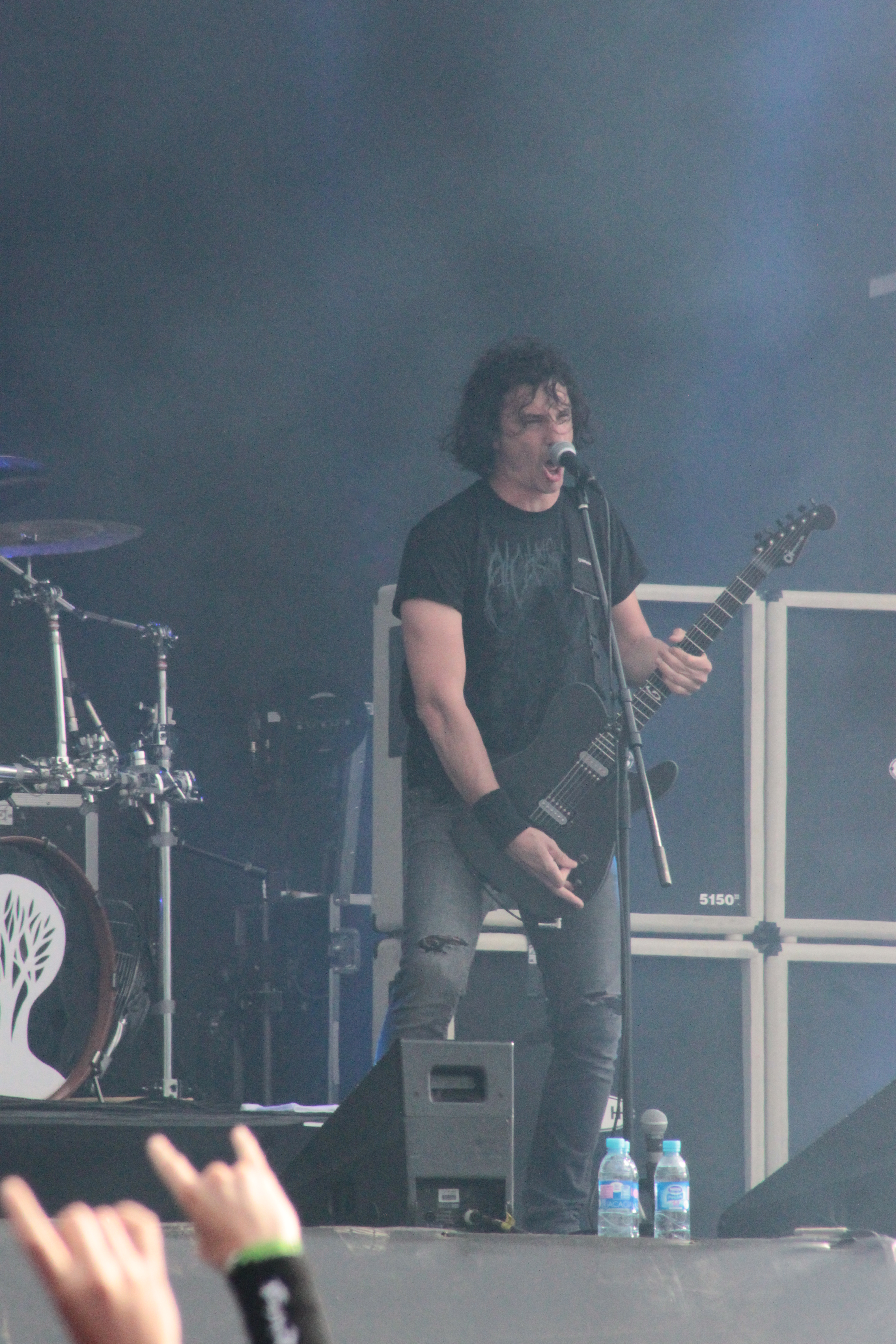
Джо Дюплантье
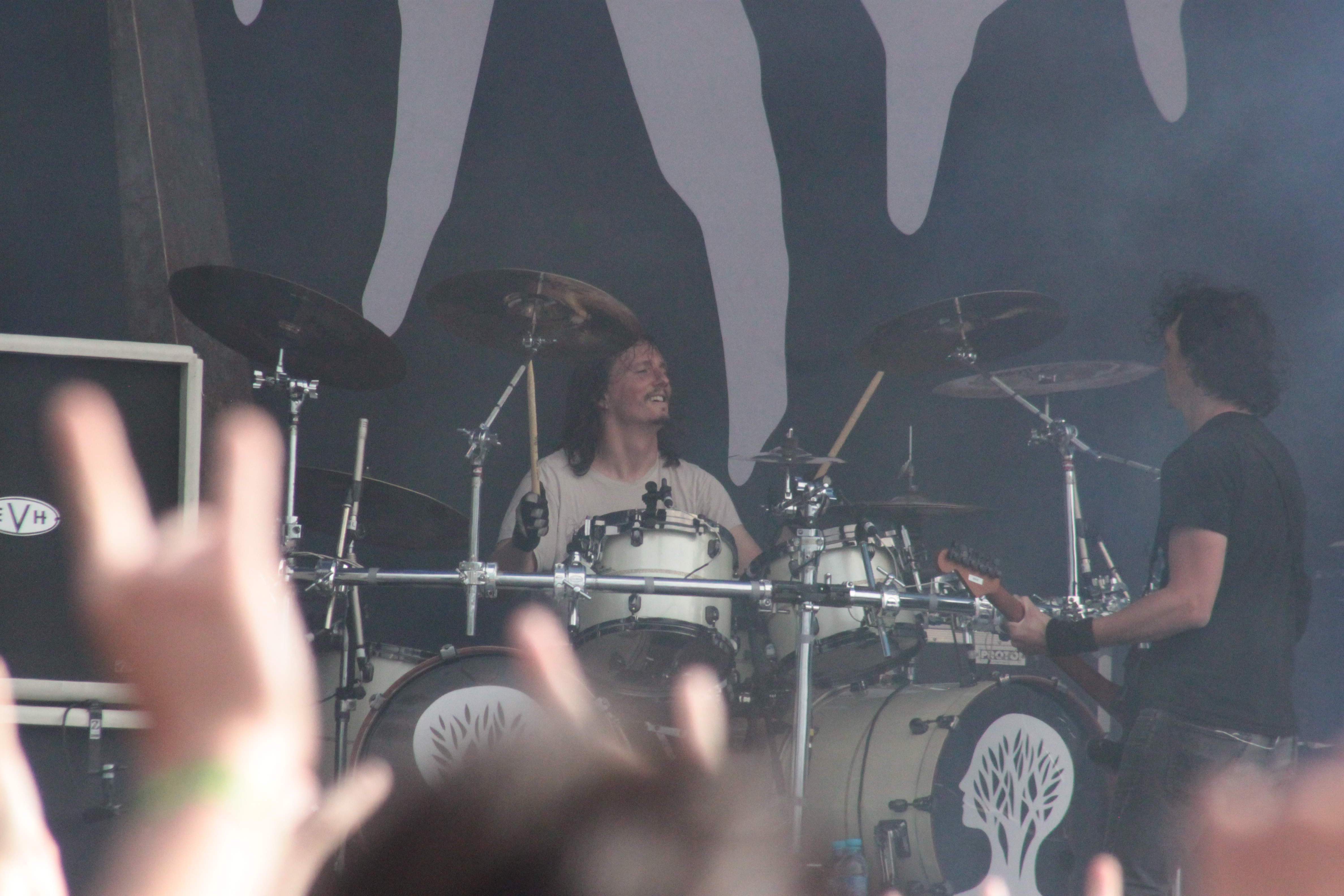
Марио Дюплантье

Бывшие участники
- Александр Корнильон — бас-гитара (1996—1998)

## Дискография
Студийные альбомы
- 2001: Terra Incognita
- 2003: The Link
- 2005: From Mars to Sirius
- 2008: The Way of All Flesh
- 2012: L’Enfant sauvage
- 2016: Magma
- 2021: Fortitude